# ビッシンゲン (バイエルン)
ビッシンゲンまたはビシンゲン (ドイツ語: Bissingen) は、ドイツ連邦共和国バイエルン州シュヴァーベン行政管区のディリンゲン・アン・デア・ドナウ郡に属す市場町である。

## 地理

### 位置
この町は、アウクスブルク地方にあり、ドナウ＝リース郡と境を接している。ビッシンゲンとこれに付随するいくつかの集落を通ってケッセル川が流れている。地質学的には、この町は、シュヴェービシェ・アルプ最東部の丘陵状の支脈であるリースアルプに含まれる。

### 自治体の構成
自治体ビッシンゲンは32のゲマインデタイル（村落、集落、開墾地などの小地区）からなる。
これらは、以下の首邑を含めて18のゲマルクング（合併前の旧自治体にあたる地区）を構成している。
| - ビッシンゲン - ブッゲンホーフェン - ブルクマーガーバイン - ディーマントシュタイン - フロンホーフェン - ガイスハルト | - ゲリンゲン - ホーホシュタイン - ケッセルオストハイム - ライハイム - オーバーリーツハイム - オーバーリンギンゲン | - シュティルナウ - タールハイム - ウンタービッシンゲン - ウンターリンギンゲン - ヴァルンホーフェン - ツォルティンゲン |

## 歴史

### 自治体形成まで
アレマン時代の列状墓地遺跡が、この土地で古くから定住がなされたことを示している。ビッシンゲンは、文献上、1140年頃のベルヒテスガーデン聖堂参事会への寄進状にはじめて記録されている。この集落は早くも1281年に「市場町」として記録がなされている。ビッシンゲンはホーエンブルク＝ビッシンゲン領主家の所領であり、のちに首邑となった。1281年までにケッセルタールのほかの部分とともにエッティンゲン伯の支配下に移された。1327年から村の所有権や支配権は転々とした。その中の1人である傭兵隊長ゼバスティアン・シェルトリン・フォン・ブルテンバッハが1558年/1559年に現在のビッシンゲン城を建設した。
1661年に市場町ビッシンゲンとその所領（すでにホーエンブルク＝ビッシンゲンと呼ばれていた）はエッティンゲン＝ヴァラーシュタイン侯領に戻った。ビッシンゲンにはそのオーバーフォークトアムト（上級代官所）が置かれた。1806年のライン同盟規約に基づきこの町はバイエルン領となった。1818年、バイエルンの行政改革でも、侯の領主権は認められたが、1848年/1849年の革命時代に廃止され、ラントゲリヒト（直訳: 地方裁判所）に権限が委譲された（当時は司法と行政は分離されていなかった）。ラントゲリヒトは1862年にヘーヒシュテットに移転した。

### 19世紀から20世紀
1682年に建設された古い教会の基礎壁の上に1858年から1860年にかけてビッシンゲンの教区教会が新たに建設された。高さ 45 m の擬宝珠状の屋根をいただく塔はビッシンゲンの象徴的建造物となっている。
1906年に薬剤師のマックス・プレマウアーがビッシンゲンで薬泉を発見した。いわゆる「ビッシンガー・アクアクヴェレ」（直訳: ビッシンゲンの水源）である。これによりビッシンゲンにクアハウスが多く造られた。

### 町村合併
| 旧町村名               | 合併年月日   | 備考                       |
| ---------------------- | ------------ | -------------------------- |
| ブッゲンホーフェン     | 1971年7月1日 |                            |
| ブルクマーガーバイン   | 1971年7月1日 |                            |
| ディーマントシュタイン | 1972年1月1日 |                            |
| フロンホーフェン       | 1972年1月1日 |                            |
| ガイスハルト           | 1971年7月1日 |                            |
| ゲリンゲン             | 1971年7月1日 |                            |
| ホーホシュタイン       | 1971年7月1日 |                            |
| ケッセルオストハイム   | 1971年7月1日 |                            |
| ライハイム             | 1971年7月1日 | ウンターリンギンゲンに合併 |
| オーバーリーツハイム   | 1978年5月1日 |                            |
| オーバーリンギンゲン   | 1971年7月1日 | ウンターリンギンゲンに合併 |
| シュティルナウ         | 1978年5月1日 |                            |
| タールハイム           | 1972年1月1日 |                            |
| ウンタービッシンゲン   | 1971年7月1日 |                            |
| ウンターリンギンゲン   | 1978年5月1日 |                            |
| ヴァルンホーフェン     | 1972年1月1日 |                            |
| ツォルティンゲン       | 1971年7月1日 | ウンターリンギンゲンに合併 |

## 住民

### 人口推移
1988年から2018年までの間にこの町の人口は3,236人から3,650人に414人、約 12.8 % 増加した。
| 年         | 1840  | 1871  | 1900  | 1925  | 1939  | 1959  | 1961  | 1970  | 1987  | 1991  | 1995  | 2000  | 2005  | 2010  | 2015  | 2020  | 2022  |
| 人口（人） | 3,769 | 3,426 | 3,129 | 3,039 | 2,876 | 4,061 | 3,432 | 3,359 | 3,244 | 3,346 | 3,493 | 3,610 | 3,616 | 3,465 | 3,595 | 3,675 | 3,711 |

出典: Statistik kommunal 2023 / Markt Bissingen

## 行政

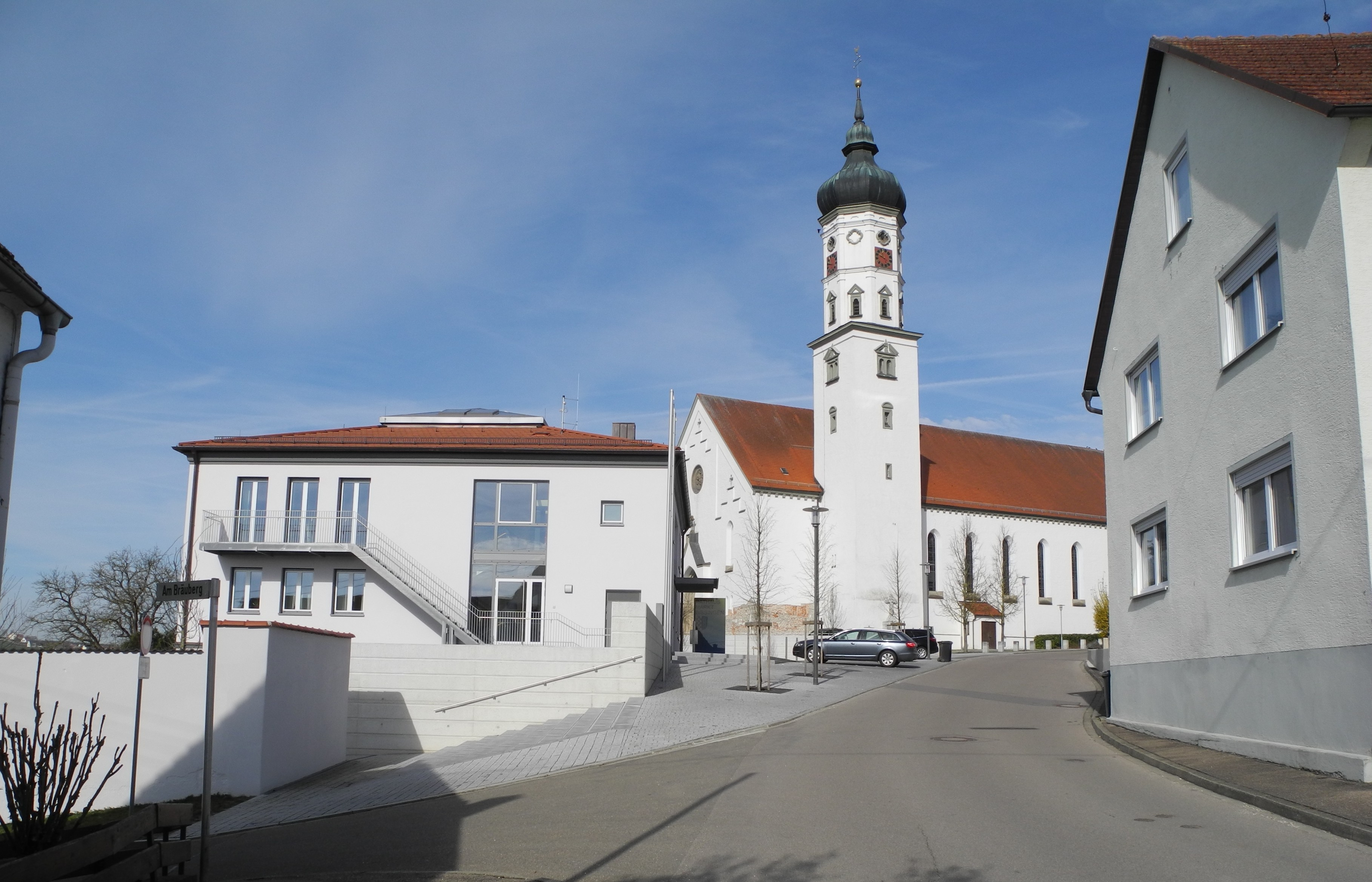
ビッシンゲンの町役場と教区教会

### 議会と首長
この市場町の町議会は、16議席からなる。
1990年からミヒャエル・ホルツィンガーが町長を務めた。ミヒャエル・ホルツィンガーは健康上の理由から任期満了前に職を辞さざるを得なかった。2019年にシュテファン・ヘルライナーが 91.7 % の支持票を獲得して新たな町長に選出された。シュテファン・ヘルライナーはそれまで町長代理であった。

### 財政状況
2022年現在、町の税収は649万8千ユーロで、このうち317万7千ユーロが産業税収入である。

### 紋章
図柄; 左右二分割。向かって左は金と赤の市松模様。向かって右は青地で、縦向きに配置された金の鎖付きの銜。
解説: 市場町ビッシンゲンは、既存の古い紋章を、1972年の新自治体形成後も引き続き用いている。その紋章は1500年以前に成立していた。印影としては1546年から遺されている。それは銜の周りを町名で囲んだものである。当時の配色は、現在と同じ金と青であった。バイエルン国王ルートヴィヒ1世は1839年に改めて従来の意匠を認可したが、銀地に黒の銜が横向きに配置されたデザインとされた。現行のデザインは16世紀から伝わる配色に戻されている。ビッシンゲンはホーエンブルク領主家の中心地であり、多くの集落がこれに付随していた。金-赤の市松模様はホーエンブルク家の紋章である。これは、1455年にエッティンゲン伯からホーエンブルク領主権を獲得したシェンク・フォン・シェンケンシュタイン家に引き継がれた。この貴族家はこの領土の中心地をホーエンブルクからビッシンゲンに移した。

### 姉妹自治体
- オーバーヴィーラ（ドイツ語版、英語版）（ドイツ、ザクセン州）[12]

## 文化と見どころ

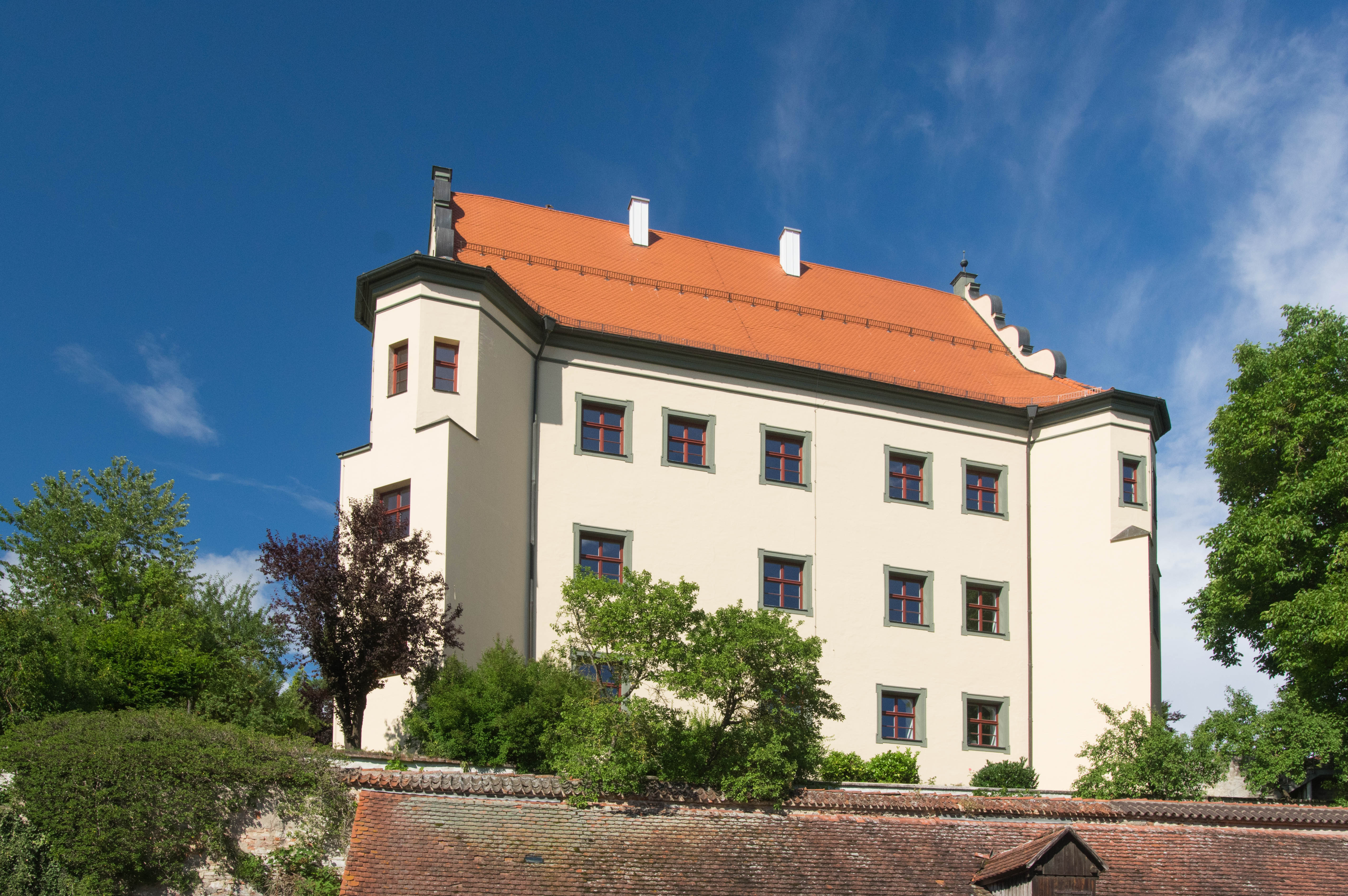
ビッシンゲン城

### 見どころ
- ブッゲンホーフェンのツィゴイナーアイヒ
- フロンホーフェンのミヒェルスベルク

### 建築
- ビッシンゲン城
- ブッゲンホーフェンのマリア被昇天巡礼教会

### 埋蔵文化財
- フロンホーフェン城址
- ホーホシュタイン城址

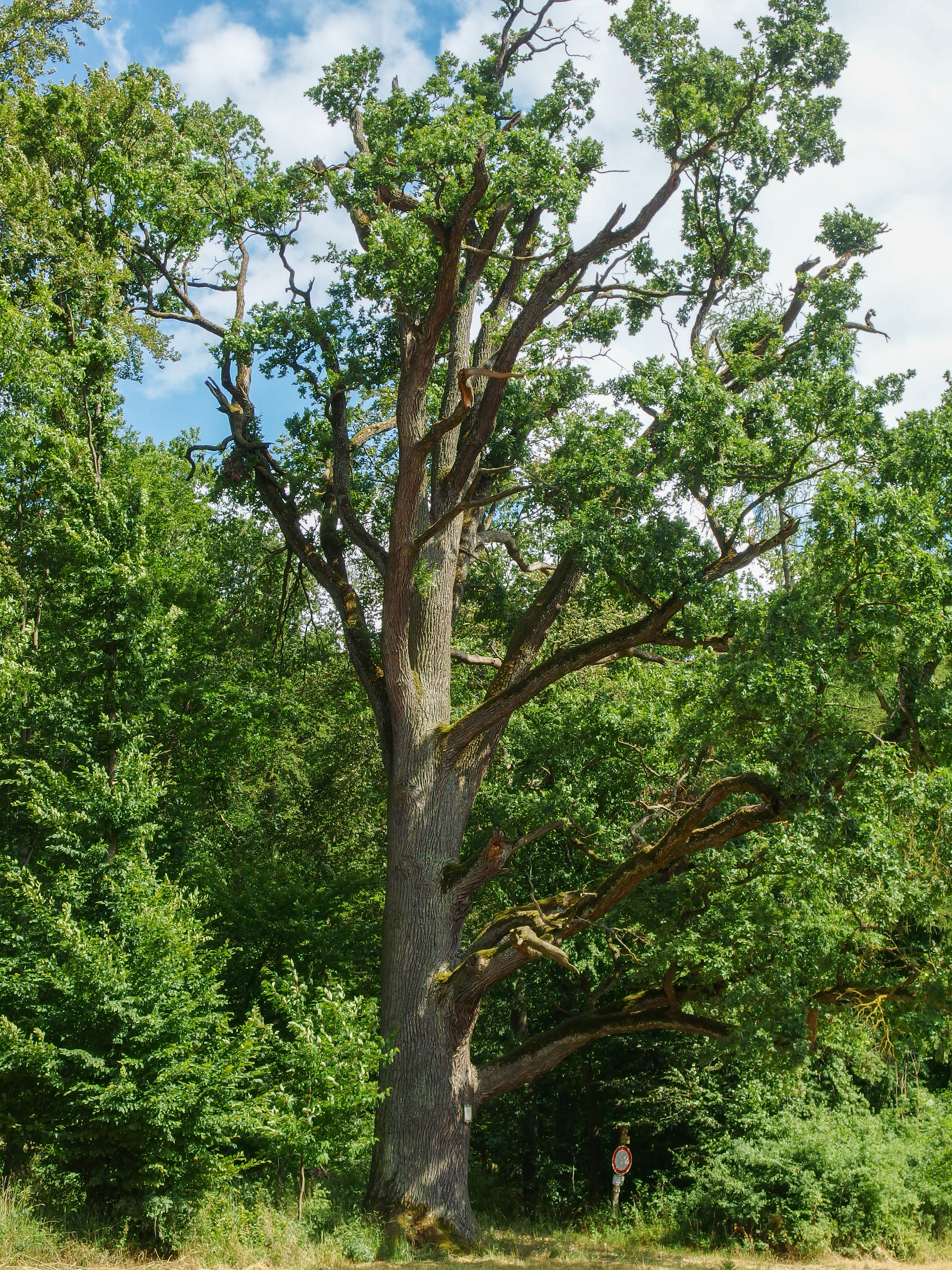
ブッゲンホーフェンのツィゴイナーアイヒ
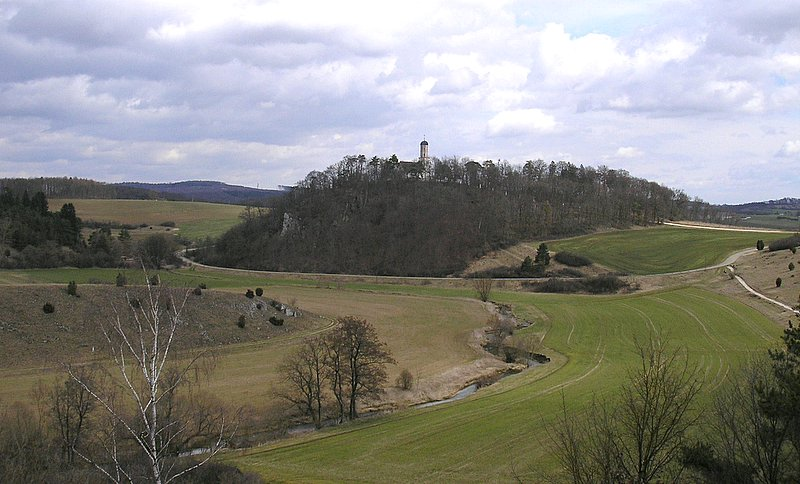
ブロンホーフェンのミヒェルスベルク
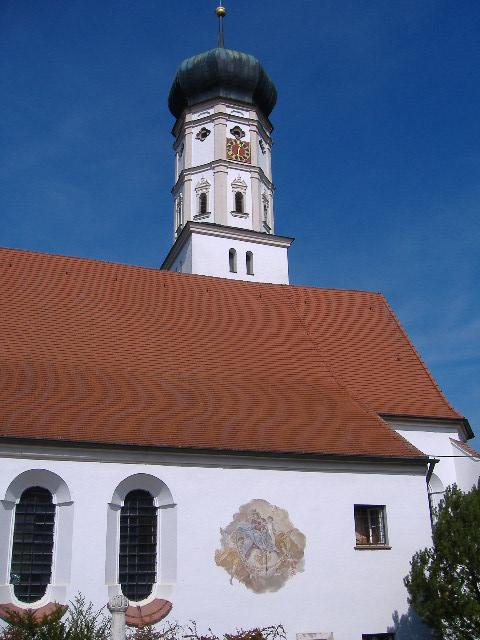
ブッゲンホーフェンのマリア被昇天巡礼教会
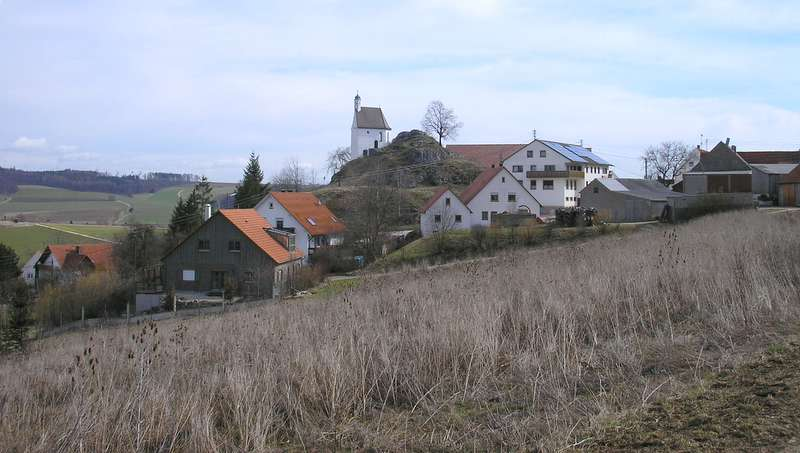
ホーホシュタイン城趾

## 経済と社会資本

### 経済
統計局によれば、2021年現在、農林業に10人、製造業に978人、商業および交通業に128人の社会保険支払い義務のある就労者がいる。その他の経済分野には185人の社会保険支配義務のある就労者がいる。町内に住む社会保険支払い義務のある就労者は1454人である。2020年現在、83軒の農家があり、農業用地は 3419 ha である。このうち 2408 ha が農耕地、1009 ha が牧草地である。

### 教育
ビッシンゲンには幼児施設が1園あり、定員179人に対して165人が在籍している（2023年現在）。フォルクスシューレが2校あり、合計の生徒数は194人、教員数は13人である（2022/23年の学年現在）。

## 人物

### 出身者
- フリードリヒ・シュライバー（ドイツ語版）（1819年 - 1890年）聖職者。1875年から1890年までバンベルク大司教（ドイツ語版、英語版）を務めた。